# Quixadá
Quixadá is een Braziliaanse gemeente die ligt in de microregio Sertão de Quixeramobim en mesoregio Sertões Cearenses, in de staat Ceará. In 2017 werd het inwoneraantal geschat op 86.605.
De plaats is de zetel van het rooms-katholieke bisdom Quixadá.

## Geschiedenis
De gemeente is in 1870 opgericht. Tussen 1890 en 1906 is de stuwdam Açude do Cedro aangelegd. Deze stuwdam is het eerste grote project van de eerste republikeinse regering van Brazilië, om de effecten van de situatie van het lange droogte-seizoen van deze regio te verminderen.

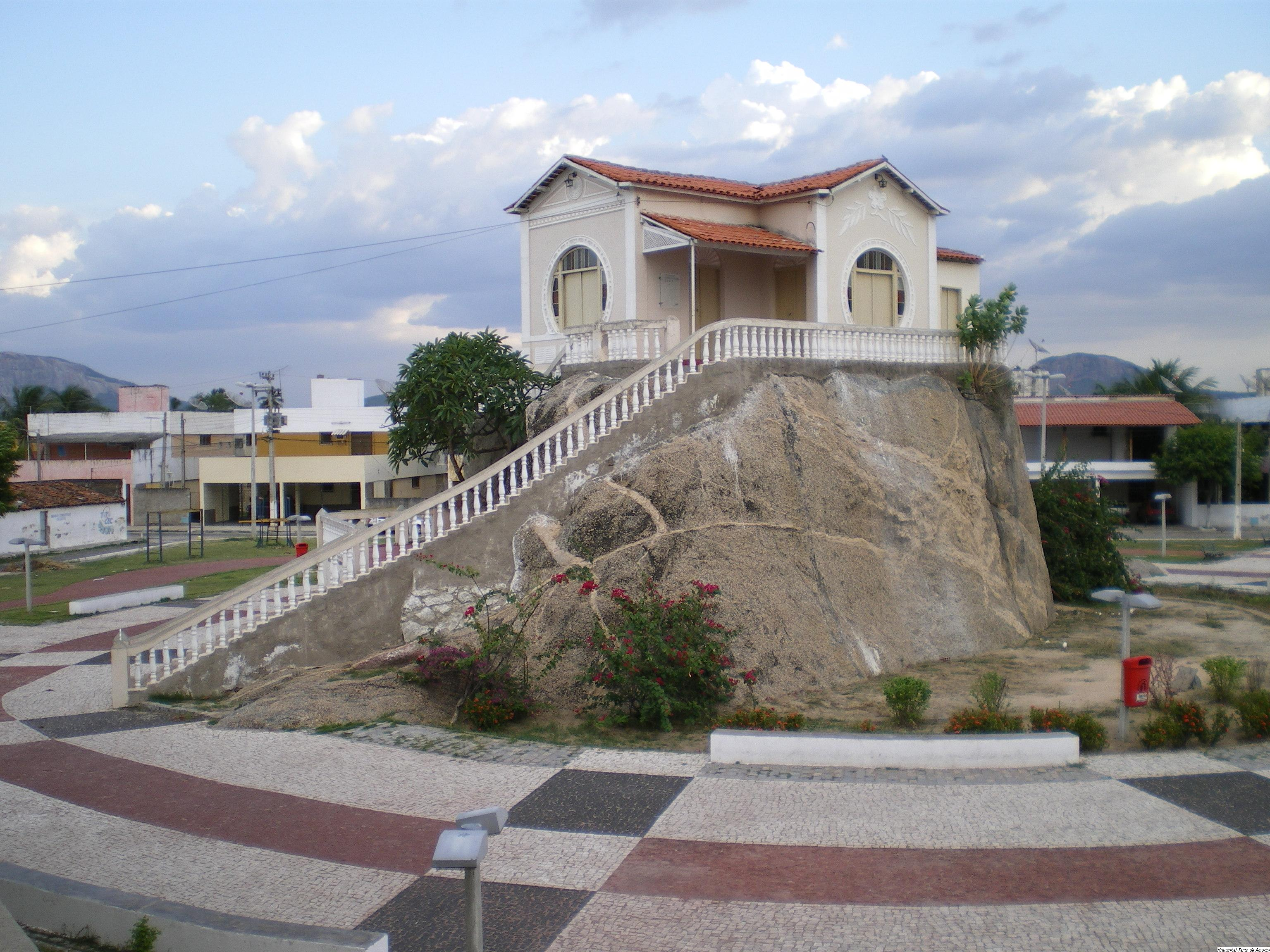
Beeld van "Le Chalet"

## Districten
Dertien districten behoren tot deze gemeente:
- Quixadá
- Califórnia
- Cipó dos Anjos
- Custódio
- Daniel de Queiroz
- Dom Maurício
- Juá
- Juatama
- Riacho Verde
- São Bernardo
- São João dos Queiroz
- Tapuiará
- Várzea da Onça

## Aangrenzende gemeenten
De gemeente grenst aan Banabuiú, Choró, Ibaretama, Ibicuitinga, Itapiúna, Morada Nova en Quixeramobim.